# 建设镇 (白玉县)
建设镇，是中华人民共和国四川省甘孜藏族自治州白玉县下辖的一个乡镇级行政单位。

## 行政区划
建设镇下辖以下地区：
建设社区、河东社区、河西社区、郎吉社区、亚通村、日西村、扎盘村、白麦村、达柯村、嘎巴村和麻通村。